# Manuel Paz Montes
Manuel Paz Montes († 10 de novembre de 1918) fou un advocat i polític valencià, diputat a les Corts Espanyoles durant la restauració borbònica.
Fou elegit diputat pel districte de Nules (província de Castelló) per la fracció demòcrata de Manuel García Prieto del Partit Liberal a les eleccions generals espanyoles de 1918, guanyat en una dura disputa amb el candidat conservador (el baró de Càrcer i el candidat carlí (Jaime Chicharro Sánchez-Guió). Va morir vuit mesos després de les eleccions i el seu escó fou ocupat per Andrés de Boet Bigas.